# Mille Berg
 Denne artikel bør gennemlæses af en person med fagkendskab for at sikre den faglige korrekthed.

Mille Berg (født 9. november 1973) er en dansk skuespiller
Hun blev uddannet på Teaterskolen Holberg i 1998 under Galina Brenaa.
I 2004 grundlagde hun sammen med en kollega den selvstændige teater- og comedyscene Teater PLAY. Teatret er siden 2012 drevet af Mille Berg og Christina Mille Sørensen 
Mille Berg har siden skuespillerskolen spillet utallige teaterforestillinger både i Danmark og Sverige. Senest har hun medvirket i 'Amager Revyen 2021', "Effekten" 2017 på Teater Play, "Linda P - Normal" Danmarskturné 2016-17, "Godnat, Mor" af Marsha Norman på Teater Play 2016, "Linda P's Hovedpine" Danmarksturné 2014, "Superwoman" Teater Play 2014, "Min Fede Veninde" Teater Play 2012, "Stodder 2.0" Teater Play 2011, "Stodder" Teater Play 2009, "Str. 42" Teater Play 2007 m.m., samt Græsted Revyen, novellefilm, radio og tv-serier. Hun har også optrådt med gruppen 'Los Problemos - De Skøre Tjenere' over hele landet siden 1996. 

## Teaterstykker
- 2021 skuespiller i 'Amager Revyen 2021', Teater Play.
- 2017 skuespiller i "Effekten" af Lucy Prebble, Teater Play
- 2016-17 skuespiller i "Linda P - Normal?", Danmarksturné i 6 måneder
- 2016 skuespiller i "Los Problemos" i Cirkusbygningens Buddha-lounge, Wallmans
- 2016 Hovedrolle i "Godnat, Mor" af Marsha Norman, Teater Play
- 2015 skuespiller i "Los Problemos" i Cirkusbygnings Buddha-lounge, Wallmans
- 2014 skuespiller i "Linda P's hovedpine", Danmarksturné i 6 måneder
- 2014 Hovedrolle i "Superwoman - dont know how to shit", Teater Play
- 2012 Hovedrolle i "Min fede veninde", Teater Play
- 2011 Hovedrolle i "Stodder 2.0 – et schtykke til med fissefilet", Teater Play
- 2009 Hovedrolle i "Stodder – et schtykke med fissefilet" [3][1], Teater Play
- 2007 Hovedrolle i "Str. 42 – et stykke så lækkert at det sidder fast mellem tænderne", Teater Play
- 2006 Monologen "Kvinden alene", Teater Play
- 2004 Stor rolle i "Kattejomfruen", Teater Play
- 2001 Stor rolle i "Mesterdetektiven Blomkvist" (Astrid Lindgren), DK-turné
- 2001 Hovedrolle i "Den Inbillade Sjuke" (Moliére), turné i Sydsverige